# ブルーノ・メッサーリ

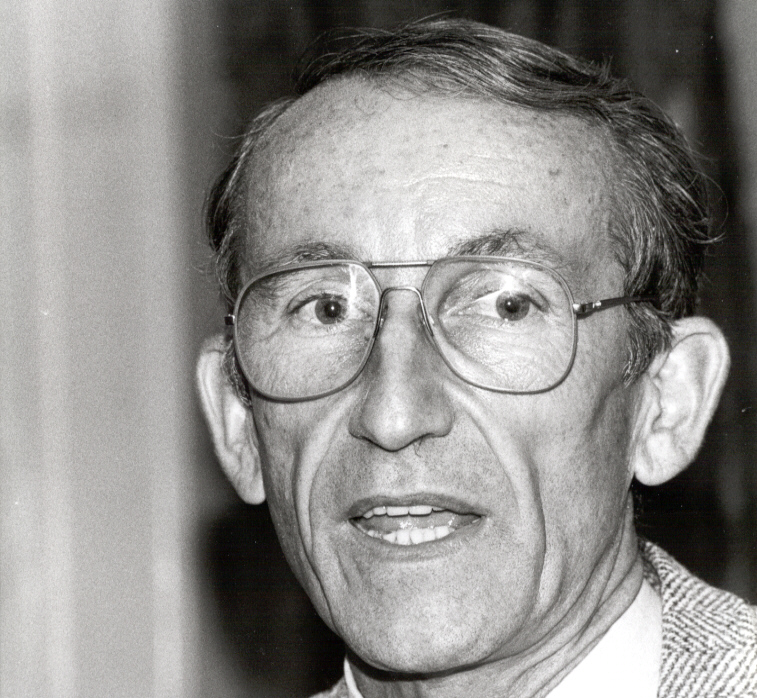
ブルーノ・メッサーリ

ブルーノ・メッサーリ（Bruno Messerli、（1931年9月17日 - 2019年2月4日）は、ベルプに生まれ、特に高山研究に取り組んだスイスの地理学者、大学教員。おもに高山を中心とした、山岳地域の地形学研究に取り組んだ。
1968年、メッサーリは、ベルン大学で地形学の正教授に任じられ、そのまま1996年に引退して名誉教授となるまで、この職にとどまって教育や研究にあたった。彼は、アジェンダ21に山岳についての章を盛り込むことについて重要な貢献をした。
メッサーリは、1996年から2000年にかけて、国際地理学連合会長を務めた。国際山岳年 (International Year of Mountains) であった2002年には、王立地理学会金メダル、ヴォートラン・ルッド国際地理学賞など、数多くの顕彰を受けた。

## 受賞
- 1988年：国際連合環境計画 (UNEP) Global 500 Award[4]
- 1990年：マルセル・ベノワ賞（英語版）
- 2002年：アルベール1世王記念財団 (King Albert I Memorial Foundation) 金メダル[7]
- 2002年：王立地理学会金メダル（創立者メダル）
- 2002年：国際連合 (UN) 国際山岳年地球山岳サミット（Global Mountain Summit：キルギス、ビシュケク）における国際連合食糧農業機関 (FAO) メダル
- 2002年：ヴォートラン・ルッド国際地理学賞

## おもな著作
- with H. Oeschger and M. Svilar (ed.): The climate. Analyzes and models, history and future . Springer Verlag, 1980.
- with JD Ives (ed.): Mountain Ecosystems, Stability and Instability . Spec. Publ. IGU Congress Paris - Alps 1984. Mountain Research and Development
- with E. Brugger, G. Furrer and P. Messerli (ed.): Upheaval in the mountain area. The development of the Swiss mountain area between independence and dependence from an economic and ecological point of view . Main publishing house, Berne 1984.
- with JD Ives: The Himalayan dilemma. Reconciling Development and Conservation . UNU / Routledge, London / New York 1989, ISBN 0-415-01157-4 .
- with JD Ives (ed.): Mountains of the World. A Global Priority . Parthenon, Carnforth / New York 1997, ISBN 1-85070-781-2 .
- with T. Hofer: Floods in Bangladesh. History, Dynamics and Rethinking the Role of the Himalayas . United Nations University Press, Tokyo / New York 2006.